# Unión González Prada
El Unión Gonzales Prada es un club de fútbol peruano proveniente del Distrito de Surquillo, Departamento de Lima, Perú. Fundado el 11 de marzo de 1948.

## Historia
Unión Gonzales Prada fue otro de los clubes mayor tradición y representación de la Liga Distrital de Surquillo. 
En 1980 fue campeón de la Liga de Surquillo  y del Región IX Metropolitana, accediendo a participar en la etapa Regional de Copa Perú logrando jugar la Etapa Final donde quedó en segundo lugar siendo eliminado por León de Huánuco. En 1981 nuevamente obtuvo el Interligas de Lima, participando en la etapa Regional pero no logró clasificar a la Etapa Final. En 1982 nuevamente obtuvo el Interligas de Lima, participando en la etapa Regional y logrando clasificar a la Etapa Final donde quedó en cuarto puesto de la Copa Perú detrás de Club Atlético Torino, Club Atlético Grau y Deportivo Cantolao del Callao. 
Participó como invitado en la Segunda División Peruana 1983 donde obtuvo el título, pero ese torneo (recién renovado) NO le otorgó el ascenso a la Primera Profesional. En 1984, luego de quedar primero en el torneo de la Segunda División, disputó el recientemente creado Torneo Intermedio (entre 1984 y 1987) donde llegó hasta la Liguilla de Promoción.
En 1985 desistió a jugar en la Segunda División. Participó algunos años más en su liga distrital de origen hasta su desaparición.

## Actualidad
El equipo principal del club, continua desafiliado de la Liga Distrital de Surquillo. No obstante, participa en campeonatos de fútbol máster organizados por otros equipos de la capital. Adicionalmente, a la fecha, surgen dos equipos que continúan el legado del club. Primero tenemos al Asociación Deportiva de Fútbol Unión Gonzales Prada (ADF Unión Gonzales Prada). El segundo caso a la Escuela y Academia de Fútbol Unión Gonzales Prada.

## Uniforme
- Uniforme titular.- Camiseta blanca con borde superior celeste y rayas negras; pantalón blanco ; medias blancas.
- Uniforme alternativo.- Camiseta blanca ; pantalón blanco; medias blancas.

### Evolución Indumentaria

#### Titular 1948 al 1992
| Titular 1 | Titular 2 | Titular 3 | Titular 4 | Titular 5 | Titular 6 |  |

#### Alterna 1948 al 1992
| Alterna 1 | Alterna 2 | Alterna 3 | Alterna 4 | Alterna 5 | Alterna 6 |  |

## Palmarés

### Torneos nacionales
- Segunda División Peruana (2) : 1983, 1984.
- Subcampeón de la Copa Perú (1) : 1980.

### Torneos regionales
- Interligas de Lima (2) : 1980 y 1982.

## Datos del club
- Temporadas en Segunda División (2): 1983-1984).

## Jugadores
- Marcos "El Chato" Carranza
- Javier Gonzales Palacios "Piurano"
- Oscar Herrera "Herrerita"
- Freddy 'Tiriza" Malasquez
- Angelito Rojas
- Luis Puente (Arquero)
- Orlando "Paco" Perez
- Adalberto Díaz
- César Sussoni
- Gino Peña
- Rigoberto Montoya
- Guillermo "Chocho" Vásquez
- Victor "Mochila" Zambrano
- Luis "Chino" Sone
- Wálter Nájar
- Arturo Campo Charun
- Alfonzo Frias
- Victor Guzmán Pérez (Pachacamác)
- Gustavo "Muñeco" Bustamante
- Fernando Valverde
- Rodolfo Gamarra (Arquero)
- Nilton "Chino" Fajardo
- Cesar Ubidia
- Julio Sanchez Cueto
- César "Chalaca" González
- Abraham Olcese
- Alejandro "El Loco" Millares (Arquero)
- Luis "Abuelo" Peña
- Victor Diaz
- Martin Romero
- "Challe" Galarza
- Carlos "Gato" Flores Valeriani
- Rodolfo Gamarra (Arquero)
- "Cachito" Barahona
- Hector "Pollo" Ramirez
- Coky Chavez
- Enrique Arenaza
- Teodoro Cavero
- Wilberto Rey Muñoz
- Juan "Pescado" Martinez (Arquero)
- Victor Montero
- Willy Barrera
- Guillermo Ramírez
- Wilder Vidarte
- Walter "Pirula" García
- Guillermo Hidalgo

## Filiales

### Academia y Escuela de Fútbol Unión Gonzales Prada
La Academia y Escuela de Fútbol Unión Gonzales Prada se funda en 2012 (por ex-dirigentes del club histórico), en el Distrito de Carbayllo. La institución se dedica a la formación de jugadores infantiles, adolescentes y jóvenes.  
En el equipo mayor se afilia a la Liga Distrital de Carabayllo en el 2012, participando en la segunda división desde 2013 a la fecha. La Academia y Escuela de Fútbol Unión Gonzales Prada, para la temporada 2016, perdió la categoría y descendió a la tercera división distrital. En la temporada 2017, participó en la tercera división, siendo uno de los cuadros favoritos y primeros del torneo. Logró el ascenso en el 2017, pero no se presentó a la segunda división del 2018 y 2019.
Actualmente, el club ya no participa en la primera o segunda distrital de Carabayllo. Pese a ello, continua en la formación de jugadores  de sus canteras (masculino y femenino). Participa en campeonatos de categorías inferiores del distrito y organizados por diferentes clubes e instituciones deportivas de la capital. El emblema y la indumentaria es totalmente diferente al cuadro histórico.

#### Titular 2011 al presente
| Titular 1 | Titular 2 | Titular 3 | Titular 4 | Titular 5 | Titular 6 |  |

#### Alterno 2011 al presente
| Alterno 1 | Alterno 2 | Alterno 3 | Alterno 4 | Alterno 5 |  |

#### Enlace
- Facebook Academia Unión González Prada.
- Presidente del Club.
- 2013 Segunda Carabayllo
- Avance Segunda División Carabayllo 2013
- Tercera División Carabayllo 2017

### Club de Fútbol Unión Gonzales Prada
En el 2023, nace el Club de Fútbol Unión Gonzales Prada. El equipo está conformado por los mejores jugadores formados de las academias del club. El equipo está diseñado para su participación en los campeonatos distritales. Por lo tanto, se afilia en la segunda división de Carabayllo. En la presente temporada, el club salva la categoría.

#### Titular 2023 al presente
| Titular 1 | Titular 2 | Alterno |  |

#### Enlace
- FacebooK: Club de Fútbol Unión Gonzales Prada.
- Liga Distrital de Carabayllo.
- Video Segunda Carabayllo 2023: UGP vs CARFIC.
- Segunda Distrital de Carabayllo 2023.

### A.D.F. Unión Gonzales Prada
La Asociación Deportiva de Fútbol Unión Gonzales Prada, es una institución fundada en el 2016, en el distrito de Surquillo. Es el segundo sucesor del equipo histórico. La institución se dedica a la formación de las canteras y división de menores. A su vez, vienen participando en diferentes campeonatos limeños de categoría de menores en la capital. Su emblema es exactamente igual al del equipo histórico y la indumentaria es similar.
Desde el año 2021 al presente, el equipo Asociación Deportiva de Fútbol Unión Gonzales Prada, viene entrenando y preparando las canteras de menores para las competiciones de las ligas inferiores. 

#### Uniforme 2016 al 2020

##### Titular
| Titular 1 | Titular 2 | Titular 3 | Titular 4 | Titular 5 | Titular 6 |  |

##### Alterno
| Alterno 1 | Alterno 2 | Alterno 3 | Alterno 4 | Alterno 5 | Alterno 6 |  |

#### Uniforme 2021 al presente
| Titular 1 | Titular 2 | Alterno |  |

#### Enlace
- DT:Edson Hidlago Castro.
- A.D.F. Unión Gonzales Prada.
- Facebook N°2: Unión Gonzales Prada .
- Facebook N°3.
- A.D.F. Unión Gonzales Prada 2022-2023.

## Rivalidades
El González Prada mantuvo una rivalidad con otro club de la misma liga origen: el Barcelona de Surquillo. El cual, se mantuvo durante la Liga Mayor de Lima y la segunda división profesional.

## Nota de clubes no relacionados
Existe otro club denominado Defensor Manuel Gonzales Prada, que es un equipo de fútbol del distrito del Rímac. Este club, ascendió a la primera distrital el año pasado. (¿Cuando?) Sin embargo, a pesar del nombre es una institución totalmente diferente, al igual que el uniforme y la insignia.